# 4682 Bykov
4682 Bykov је астероид главног астероидног појаса чија средња удаљеност од Сунца износи 2,269 астрономских јединица (АЈ).
Апсолутна магнитуда астероида је 14,2.